# Peter Wesp
Peter Wesp (* 16. Dezember 1936 in Meseritz) ist ein deutscher Schauspieler, Synchronsprecher, Dialogbuchautor und Dialogregisseur. 

## Leben und Wirken
Er spielte in Im Werk notiert (1975) und Unter einem Dach (1975). Als Dialogbuchautor und Dialogregisseur bearbeitete er zum Beispiel die Fernsehserien Bonanza, Happy Days, MacGyver, Chicago Hope oder Practice – Die Anwälte. In den Benjamin-Blümchen-Hörspielen sprach Peter Wesp diverse Nebenrollen, auch in seinen eigenen Synchronproduktionen ist er öfter in kleineren Rollen zu hören.

## Filmografie (Auswahl)
- 1966: Förster Horn: In letzter Minute (TV-Serie)
- 1969: Rat mal, wer heut bei uns schläft
- 1975/76: Unter einem Dach (TV-Serie, 3 Folgen)